# Championnat du Nigeria de football 2015
Navigation
Saison précédente Saison suivante
La saison 2015 du Championnat du Nigeria de football est la vingt-cinquième édition de la première division professionnelle au Nigeria, la Premier League. Vingt clubs prennent part au championnat qui prend la forme d'une poule unique où toutes les équipes se rencontrent deux fois au cours de la saison, à domicile et à l'extérieur. À la fin de la saison, les quatre derniers sont relégués et remplacés par les quatre meilleurs clubs de la National League, la deuxième division nigériane.
C'est le club d'Enyimba FC qui remporte la compétition cette saison en terminant en tête du classement final, avec quatre points d'avance sur Warri Wolves FC et sept sur un duo composé de Nasarawa United FC et de Wikki Tourists, club promu de National League. C'est le septième titre de champion du Nigeria de l'histoire du club. Le double tenant du titre, Kano Pillars, ne prend que la huitième place du classement.

## Qualifications continentales
Les deux premiers du classement se qualifient pour la prochaine Ligue des champions tandis que le club classé 3e et le vainqueur de la Coupe du Nigeria obtiennent leur place pour la Coupe de la confédération.

## Les clubs participants
| \| Enyimba Sunshine Stars FC Wikki Tourists Enugu Rangers Shooting Stars SC Kwara United FC Taraba FC Giwa FC Kano Pillars Nasarawa United FC El-Kanemi Warriors Lobi Stars FC Ifeanyi Ubah FC Heartland FC Dolphin FC Sharks FC Abia Warriors FC Akwa United FC Warri Wolves FC Bayelsa United FC \| Localisation des clubs engagés dans le championnat. |
| Enyimba Sunshine Stars FC Wikki Tourists Enugu Rangers Shooting Stars SC Kwara United FC Taraba FC Giwa FC Kano Pillars Nasarawa United FC El-Kanemi Warriors Lobi Stars FC Ifeanyi Ubah FC Heartland FC Dolphin FC Sharks FC Abia Warriors FC Akwa United FC Warri Wolves FC Bayelsa United FC                                                           |

- Abia Warriors FC
- Akwa United FC
- Bayelsa United FC
- Dolphin FC
- El-Kanemi Warriors
- Enugu Rangers
- Enyimba FC
- Giwa FC
- Heartland FC
- Ifeanyi Ubah FC (Ex. Gabros International FC) - Promu de National League
- Kano Pillars
- Kwara United FC - Promu de National League
- Lobi Stars FC
- Nasarawa United FC
- Sharks FC
- Shooting Stars SC - Promu de National League
- Sunshine Stars FC
- Taraba FC
- Warri Wolves FC
- Wikki Tourists - Promu de National League

## Compétition
Le barème de points servant à établir le classement se décompose ainsi :
- Victoire : 3 points
- Match nul : 1 point
- Défaite : 0 point

### Classement
| Rang | Équipe             | Pts | J  | G  | N  | P  | Bp | Bc | Diff |
| ---- | ------------------ | --- | -- | -- | -- | -- | -- | -- | ---- |
| 1    | Enyimba FC         | 70  | 38 | 19 | 13 | 6  | 48 | 27 | +21  |
| 2    | Warri Wolves FC    | 66  | 38 | 19 | 9  | 10 | 62 | 29 | +33  |
| 3    | Nasarawa United FC | 63  | 38 | 18 | 9  | 11 | 47 | 35 | +12  |
| 4    | Wikki Tourists FCP | 63  | 38 | 18 | 9  | 11 | 45 | 36 | +9   |
| 5    | Sunshine Stars FC  | 61  | 38 | 18 | 7  | 13 | 58 | 38 | +20  |
| 6    | Giwa FC -3         | 60  | 38 | 17 | 12 | 9  | 44 | 42 | +2   |
| 7    | Heartland FC       | 56  | 38 | 17 | 5  | 16 | 46 | 40 | +6   |
| 8    | Kano PillarsT      | 55  | 38 | 16 | 7  | 15 | 45 | 39 | +6   |
| 9    | Shooting Stars SCP | 53  | 38 | 15 | 8  | 15 | 39 | 39 | 0    |
| 10   | Abia Warriors FC   | 53  | 38 | 16 | 5  | 17 | 39 | 43 | -4   |
| 11   | Ifeanyi Ubah FCP   | 50  | 38 | 14 | 8  | 16 | 37 | 40 | -3   |
| 12   | Enugu Rangers      | 49  | 38 | 13 | 10 | 15 | 46 | 51 | -5   |
| 13   | El-Kanemi Warriors | 49  | 38 | 14 | 7  | 17 | 38 | 56 | -18  |
| 14   | Lobi Stars FC      | 47  | 38 | 11 | 14 | 13 | 34 | 39 | -5   |
| 15   | Akwa United FCC    | 47  | 38 | 13 | 8  | 17 | 33 | 43 | -10  |
| 16   | Dolphin FC         | 45  | 38 | 11 | 12 | 15 | 38 | 40 | -2   |
| 17   | Sharks FC -3       | 42  | 38 | 11 | 12 | 15 | 28 | 39 | -11  |
| 18   | Kwara United FCP   | 42  | 38 | 12 | 6  | 20 | 32 | 46 | -14  |
| 19   | Taraba FC          | 37  | 38 | 9  | 10 | 19 | 30 | 47 | -17  |
| 20   | Bayelsa United FC  | 34  | 38 | 7  | 13 | 18 | 28 | 48 | -20  |

|  | Qualification pour la Ligue des champions de la CAF 2016                                 |
|  | Qualification pour la Coupe de la confédération 2016                                     |
|  | Relégation en Division One                                                               |
|  | T : Tenant du titre C : Vainqueur de la Coupe du Nigeria P : Promu de la National League |

- Les formations de Sharks FC et de Giwa FC reçoivent une pénalité de trois points pour avoir abandonné un match au cours de la saison.

## Bilan de la saison
| Championnat du Nigeria de football 2015 |                       |
| Champion                                | Enyimba FC (7e titre) |
| Coupes et trophées                      |                       |
| Vainqueur de la Coupe du Nigeria 2015   | Akwa United FC        |
| Qualifications continentales            |                       |
| Ligue des champions de la CAF 2016      | Enyimba FC            |
| Ligue des champions de la CAF 2016      | Warri Wolves FC       |
| Coupe de la confédération 2016          | Nasarawa United FC    |
| Coupe de la confédération 2016          | Akwa United FC        |
| Promotions et relégations               |                       |
| Promus en Premier League                | Plateau United        |
| Promus en Premier League                | Niger Tornadoes FC    |
| Promus en Premier League                | Ikorodu United        |
| Promus en Premier League                | MFM FC                |
| Relégués en National League             | Sharks FC             |
| Relégués en National League             | Kwara United FC       |
| Relégués en National League             | Taraba FC             |
| Relégués en National League             | Bayelsa United FC     |